# Nikólaos Tselementés
Nikólaos Tselementés (en grec moderne : Νικόλαος Τσελεμεντές) (1878-1958) est un chef de cuisine grec du début du XXe siècle. Il est considéré comme étant l'un des plus influents écrivains de livres de cuisine de la Grèce moderne.

## Biographie
Nikólaos Tselementés est né à Exampela, un village sur l'île de Sifnos. Il est élevé à Athènes où il termine l'école secondaire. Dans un premier temps, il travaille comme clerc de notaire puis il commence à cuisiner et travaille dans le restaurant de son père et de son oncle.
Il étudie la cuisine durant un an à Vienne, en Autriche et, à son retour en Grèce, travaille pour différentes ambassades. À l'origine, il se fait connaître par le magazine Guide culinaire (Odigos Mageirikis) dans lequel il commence à écrire. Celui-ci contient, outre les recettes, des conseils nutritionnels, de la cuisine internationale, l'actualité culinaire, etc. Il écrit son premier livre en 1910 Tselementes.
En 1919, il devient manager de l'hôtel Hermes, puis l'année suivante, il part pour les États-Unis où il travaille dans certains des restaurants les plus chers au monde, tout en suivant des études supérieures de cuisine, de confiserie et de diététique. En 1920, il publie le livre influent Cooking and Patisserie Guide (« Guide de cuisine et de pâtisserie »).
Il rentre en Grèce en 1932 et fonde une petite école de cuisine et de confiserie. Il sort son célèbre livre  de recettes (Odigos Mageirikis), qui est le premier livre de cuisine complet en Grèce. Celui-ci fait l'objet de plus de quinze réimpressions officielles au cours des décennies suivantes. En 1956, il publie son unique livre en Anglais Greek Cookery (« Cuisine grecque »).
Influencé par la cuisine française, il est le rénovateur de la cuisine grecque et grâce à lui les Grecques découvrent la sauce béchamel, le pirojki et la bouillabaisse,. Ce point, selon certains, correspondait à une « dénaturation » de la cuisine grecque par l'apport d'éléments européens
. Son nom (Tselementes) est de nos jours synonyme de « livres de cuisine » mais est également utilisé en plaisantant à propos de quelqu'un qui cuisine très bien.